# Amtsbezirk Neuhofen
Der Amtsbezirk Neuhofen war eine Verwaltungseinheit im Traunkreis in Oberösterreich.
Der Amtsbezirk war der Kreisbehörde in Steyr unterstellt und besorgte deren Amtsgeschäfte vor Ort. Die Zuständigkeit erstreckte sich neben Neuhofen auf die damaligen Gemeinden Allhaming, Biberbach, Kematen, St. Marien und Weisskirchen und umfasste damals einen Markt und 61 Dörfer.